# Blepharomastix garzettalis
Blepharomastix garzettalis là một loài bướm đêm trong họ Crambidae.